# Panské Dubenky
Panské Dubenky (deutsch Herrndubenken) ist eine Gemeinde in Tschechien. Sie liegt 20 Kilometer nordöstlich von Jindřichův Hradec und gehört zum Okres Jihlava.

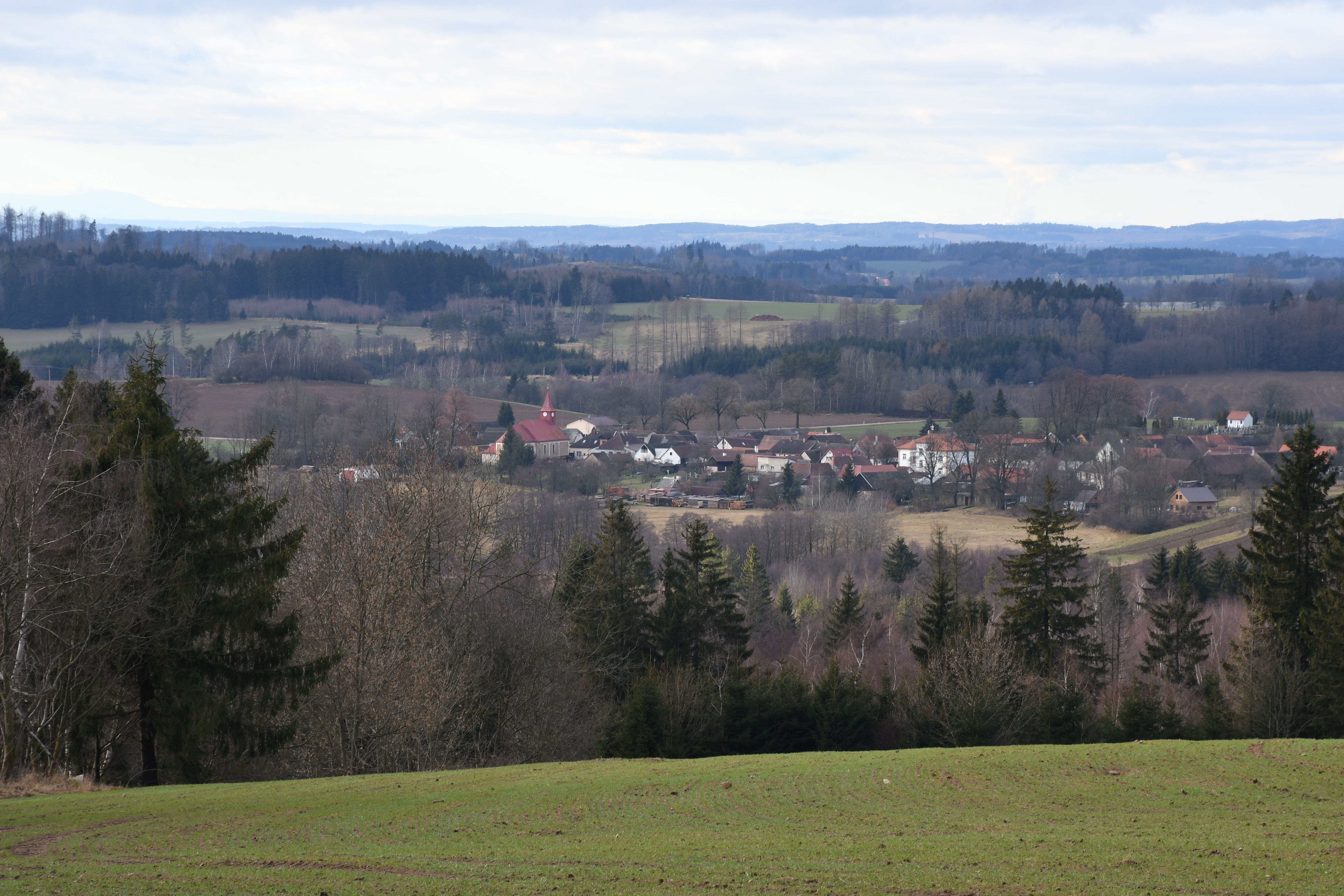
Ortsansicht

## Geographie
Panské Dubenky befindet sich nordwestlich der Javořická vrchovina, des höchsten Teil der Böhmisch-Mährischen Höhe. Der Ort liegt auf eine Anhöhe zwischen den Tälern des Hamerský potok und des Doubravský potok. Nördlich des Dorfes führt die Eisenbahn von Jindřichův Hradec nach Pelhřimov/Jihlava vorbei, die nächste Bahnstation liegt bei Horní Vilímeč.
Nachbarorte sind Horní Vilímeč im Norden, Býkovec im Nordosten, Klatovec im Osten, Horní Pole im Südosten, Domašín im Süden, Doubrava und Zahrádky im Südwesten, Horní Olešná im Westen sowie Prostý im Nordwesten.

## Geschichte
Die erste urkundliche Erwähnung des an der Grenze zu Böhmen gelegenen mährischen Dorfes stammt aus dem Jahre 1355. Das Gut war ein Vladikensitz. Zum Ende des 16. Jahrhunderts fiel das Gut nach dem Tode von Anna Strahovský von Dubenky an die Ritter von Hoßlau. Diese waren strenge Katholiken und versuchten durch Züchtigungen, ihre Untertanen, die der Böhmischen Brüdergemeinde oder der evangelischen Kirche angehörten, zum Katholizismus zurückzuführen. Im Jahre 1685 verkauften die Brüder Wilhelm Felix und Franz Ignaz Hoßlauer von Hoßlau das Gut Dubenky mit Beikowetz und drei Insassen in Ihlavka für 16.000 rheinische Gulden an Johann Joachim Slavata auf Teltsch. 1692 erbte dessen Tochter Maria Margarethe von Kolowrat die Güter Herrndubenky, Skreichau, Prosty und Dwortze einschließlich des Anteils an Ihlawka und dem Hof Beikowetz. Im Jahre 1695 verkaufte sie ihren Erbteil für 36.000 Rheinische Gulden an die Vormundschaft des minderjährigen Franz Anton von Liechtenstein-Kastelkorn auf Teltsch, dessen gleichnamiger Enkel die Herrschaft Telsch 1754 an Alois Podstatský von Prusinowitz vererbte. 
Südlich des Dorfes wurde ein Steinbruch betrieben. Der gewonnene Zweiglimmergranit wurde zu Schmuckgegenständen verarbeitet.
Panské Dubenky ist katholischer Pfarrort für die Dörfer Býkovec, Kaliště, Klatovec und Prostý.

## Gemeindegliederung
Für die Gemeinde Panské Dubenky sind keine Ortsteile ausgewiesen. Zu Panské Dubenky gehören die Ansiedlungen Doubrava und Perka sowie die Mühle Kudrnův mlýn.

## Sehenswürdigkeiten
- Katholische Pfarrkirche Offenbarung des Herrn, erbaut zwischen 1780 und 1788